# 豐受大神宮

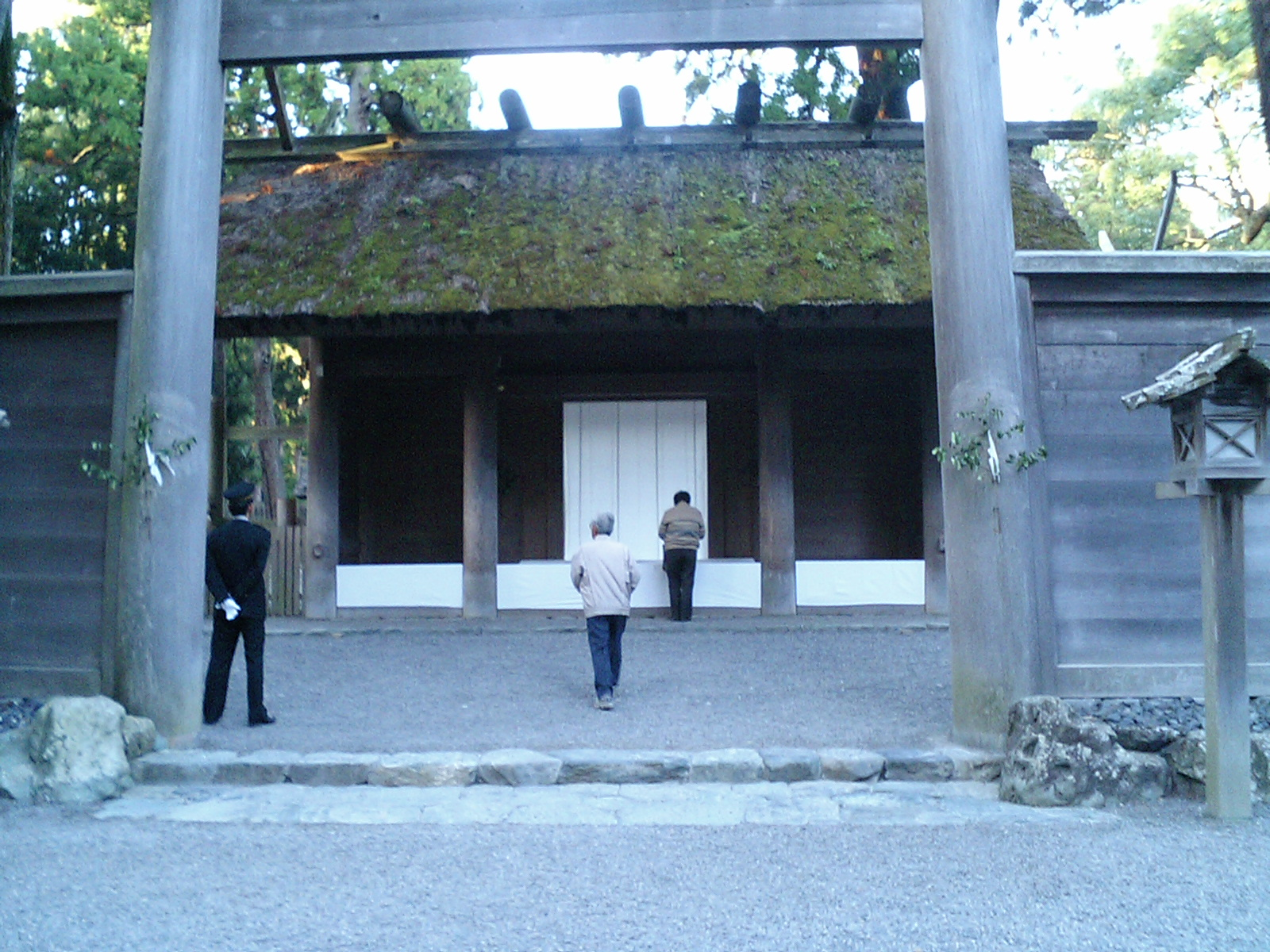
豐受大神宮。遙拝處。

豐受大神宮（日语：／ Toyouke taijingū、Toyuuke taijingū */?）是一座位于日本三重縣伊勢市的神社，為伊勢神宮的兩座正宮之一，一般稱作外宮（日语：／），屬式內社。

## 概要
主祭神是豐受大御神。境內有多賀宮（たかのみや）、風宮（かぜのみや）、土宮（つちのみや）等三座別宮（べつぐう）。

## 關連項目
- 皇大神宮
- 月夜見宮
- 高倉山
- 豐宇氣毘賣神

## 外部連結
- 伊勢神宮（页面存档备份，存于）